# Liste der Dienstrangordnung der polnischen Armee, Grenzwache, Polizei, Strafvollzug und staatlichen Feuerwehr
Liste der Dienstrangordnung der polnischen Armee, Grenzwache, Polizei, Strafvollzug und staatlichen Feuerwehr
Durch eine Verordnung des Ministerrats vom 15. April 2022 hat die Polnischer Regierung bestimmt welchen Dienstgraden der Polizei, Sicherheitsdienstes, Feuerwehr, Justizvollzugsdienst, Zolldienst und Grenzwache entsprechen welche Dienstgrade der Streitkräfte. Diese Liste umfasst nur die Dienstgraden der  Armee, Grenzwache, Polizei, Strafvollzug und staatlichen Feuerwehr.
| DIENSTRANGORDNUNG   | DIENSTRANGORDNUNG                             | DIENSTRANGORDNUNG                                      | DIENSTRANGORDNUNG                    | DIENSTRANGORDNUNG                                                                         | DIENSTRANGORDNUNG                                |
| NATO-Kode           | Armee                                         | Grenzwache                                             | Polizei                              | Strafvollzugsdienst                                                                       | Feuerwehr                                        |
| MANNSCHAFTSKORPS    | MANNSCHAFTSKORPS                              | MANNSCHAFTSKORPS                                       | MANNSCHAFTSKORPS                     | MANNSCHAFTSKORPS                                                                          | MANNSCHAFTSKORPS                                 |
| ------------------- | --------------------------------------------- | ------------------------------------------------------ | ------------------------------------ | ----------------------------------------------------------------------------------------- | ------------------------------------------------ |
| OR-1                | Szeregowy Gemeiner                            | Szeregowy SG                                           | Posterunkowy Polizist                | Szeregowy SW                                                                              | Strażak Feuerwehrmann                            |
| OR-1                | Starszy szeregowy Ältere Gemeiner             | Starszy szeregowy SG                                   | Starszy posterunkowy Ältere Polizist | Starszy szeregowy SW                                                                      | Starszy strażak Ältere Feuerwehrmann             |
| UNTEROFFIZIERSKORPS |                                               |                                                        |                                      |                                                                                           |                                                  |
| OR-2                | Kapral Korporal                               | Kapral SG                                              | kein Äquivalent                      | Kapral SW                                                                                 | Sekcyjny Truppenführer                           |
| OR-3                | Starzy kapral Ältere Korporal                 | kein Äquivalent                                        | kein Äquivalent                      | Starzy kapral SW                                                                          | Starszy sekcyjny Ältere Truppenführer            |
| OR-3                | Plutonowy Zugsführer                          | Plutonowy SG                                           | kein Äquivalent                      | Plutonowy SW                                                                              | Młodszy ogniomistrz Jungere Brandmeister         |
| OR-4                | Sierżant Sergeant                             | Sierżant SG                                            | Sierżant                             | Sierżant SW                                                                               | Ogniomistrz Brandmeister                         |
| OR-5                | Starszy sierżant Ältere Sergeant              | Starszy sierżant SG Sierżant sztabowy SG Stabssergeant | Starszy sierżant Sierżant sztabowy   | Starszy sierżant SW Sierżant sztabowy SW Starzy sierżant sztabowy SW Ältere Stabssergeant | Starszy ogniomistrz Ältere Brandmeister          |
| OR-6                | Młodszy chorąży Jungere Fähnrich              | Młodszy chorąży SG                                     | Młodszy aspirant Jungere Aspirant    | Młodszy chorąży SW                                                                        | Młodszy aspirant                                 |
| OR-7                | kein Äquivalent                               | kein Äquivalent                                        | kein Äquivalent                      | kein Äquivalent                                                                           | kein Äquivalent                                  |
| OR-8                | Chorąży Fähnrich                              | Chorąży SG                                             | Aspirant                             | Chorąży SW                                                                                | Aspirant                                         |
| OR-9                | Starszy chorąży Ältere Fähnrich               | Starszy chorąży SG Chorąży sztabowy SG Stabsfähnrich   | Starszy aspirant Ältere Aspirant     | Starzy chorąży SW                                                                         | Starszy aspirant Aspirant sztabowy Stabsaspirant |
| OR-9                | Starszy chorąży sztabowy Ältere Stabsfähnrich | Starszy chorąży sztabowy SG                            | Aspirant sztabowy Stabsaspirant      | kein Äquivalent                                                                           | kein Äquivalent                                  |
| OFFIZIERSKORPS      |                                               |                                                        |                                      |                                                                                           |                                                  |
| OF-1                | Podporucznik Unterleutnant                    | Podporucznik SG                                        | Podkomisarz Unterkommissar           | Podporucznik SW                                                                           | Młodszy kapitan Jungere Kapitän                  |
| OF-1                | Porucznik Leutnant                            | Porucznik SG                                           | Komisarz Kommissar                   | Porucznik SW                                                                              | Kapitan Kapitän                                  |
| OF-2                | Kapitan Hauptmann                             | Kapitan SG                                             | Nadkomisarz Oberkommissar            | Kapitan SW                                                                                | Starzy kapitan Ältere Kapitän                    |
| OF-3                | Major                                         | Major SG                                               | Podinspektor Unterinspektor          | Major SW                                                                                  | Młodszy brygadier Jungere Brigadier              |
| OF-4                | Podpułkownik Oberstleutnant                   | Podpułkownik SG                                        | Młodszy inspektor Jungere inspektor  | Podpułkownik SW                                                                           | Brygadier Brigadier                              |
| OF-5                | Pułkownik Oberst                              | Pułkownik SG                                           | Inspektor                            | Pułkownik SW                                                                              | Starzy brygadier Ältere brigadier                |
| OF-6                | Generał brygady Brigadegeneral                | Brigadegeneral SG                                      | Nadinspektor Oberinspektor           | General SW                                                                                | Nadbrygadier Oberbrigadier                       |
| OF-7                | Generał dywizji Divisionsgeneral              | Generał dywizji SG                                     | Generalny inspektor Generalinspektor | kein Äquivalent                                                                           | Generalbrygadier Generalbrigadier                |
| OF-8                | Generał broni General der Waffengattung       | kein Äquivalent                                        | kein Äquivalent                      | kein Äquivalent                                                                           | kein Äquivalent                                  |
| OF-9                | Generał                                       | kein Äquivalent                                        | kein Äquivalent                      | kein Äquivalent                                                                           | kein Äquivalent                                  |
| OF-10               | Marszałek Polski Marschall von Polen          | kein Äquivalent                                        | kein Äquivalent                      | kein Äquivalent                                                                           | kein Äquivalent                                  |